# APEC Úc 2007
APEC Úc 2007 là một loạt các cuộc họp chính trị được tổ chức ở Úc giữa 21 nền kinh tế thành viên của Diễn đàn Hợp tác Kinh tế châu Á - Thái Bình Dương trong năm 2007. Các cuộc họp khác nhau đã được tổ chức trên khắp nước Úc từ tháng 1 đến tháng 8 năm 2007, với trọng tâm là Tuần lễ các Nhà lãnh đạo APEC, những người đứng đầu chính phủ mỗi nền kinh tế thành viên đã gặp mặt tại Sydney, New South Wales từ ngày 2-9 tháng 9 năm 2007.

## Kế hoạch cho APEC Úc 2007
Khi vai trò của nền kinh tế chủ nhà APEC xoay quanh giữa các nền kinh tế thành viên, Úc đã trở thành nước chủ nhà được chỉ định cho năm 2007. Vào tháng 8 năm 2004, Bộ Thủ tướng và Nội các đã thành lập Nhóm Công tác APEC 2007 để phân công một thành phố chủ nhà tại Úc tổ chức sự kiện này. Vào ngày 9 tháng 2 năm 2005, Thủ tướng John Howard sau cùng đã thông báo Sydney, New South Wales sẽ tổ chức sự kiện Tuần lễ các Nhà lãnh đạo. Ngoài ra cũng có thông báo rằng các cuộc họp sơ bộ khác nhau sẽ được tổ chức tại tất cả tiểu bang và vùng lãnh thổ Úc.
Kế hoạch an ninh tổng thể được giám sát bởi Trung tâm Điều phối An ninh Bảo vệ (PSCC) của Nhóm Công lý Hình sự và An ninh Quốc gia từ Văn phòng Công tố viên Liên bang, thông qua việc thành lập Chi nhánh An ninh APEC 2007 (ASB). PSCC đã thực hiện một vai trò tương tự cho Thế vận hội Thịnh vượng chung 2006 được tổ chức tại Melbourne.
Ở cấp tiểu bang, Lực lượng Cảnh sát New South Wales đã thành lập một Bộ Tư lệnh An ninh Cảnh sát APEC (APSC) để bảo đảm các cuộc họp Tuần lễ các Nhà lãnh đạo tại Sydney vào tháng 9. Năm 2006, chính quyền New South Wales tuyên bố ngày 7 tháng 9 năm 2007 là một ngày nghỉ công cộng bao trùm vùng đô thị Sydney để mọi người tránh xa khu bên trong thành phố "nhằm hỗ trợ hoạt động của sự kiện APEC".

## Những cuộc họp sơ bộ
Một số lượng đáng kể các cuộc họp đã được tổ chức trên khắp nước Úc từ tháng 1 đến tháng 8 năm 2007, bao gồm cả các cơ quan chính phủ và các doanh nghiệp từ các nền kinh tế thành viên APEC khác nhau:
- Canberra, Lãnh thổ Thủ đô Úc đã tổ chức một cuộc họp quan chức cấp cao vào tháng 1.
- Perth đã tổ chức một cuộc họp của các bộ trưởng khai thác khoáng sản vào tháng 2.
- Hobart, Tasmania đã tổ chức một cuộc họp bộ trưởng doanh nghiệp vừa và nhỏ vào tháng 3.
- Vùng Hunter, New South Wales đã tổ chức Diễn đàn Hợp tác An toàn Thực phẩm vào tháng 4.
- Adelaide, Nam Úc đã tổ chức một cuộc họp quan chức cấp cao vào tháng 4.
- Gold Coast đã tổ chức các cuộc họp bảo tồn Tài nguyên Biển và Thủy sản vào tháng 4.
- Brisbane, Queensland đã tổ chức Nhóm Công tác Hợp tác Kỹ thuật Nông nghiệp vào tháng 5.
- Darwin đã tổ chức Cuộc họp Bộ trưởng Năng lượng vào tháng 5.
- Sydney, New South Wales đã tổ chức Cuộc họp Bộ trưởng Y tế vào tháng 6.
- Port Douglas đã tổ chức Diễn đàn Kinh tế Kỹ thuật số cho Hội nghị Mạng lưới Phụ nữ và Nhà lãnh đạo Phụ nữ vào tháng 6.
- Cairns đã tổ chức các cuộc họp riêng biệt của các Quan chức Cấp cao, Thương mại và Quản lý Khẩn cấp vào tháng 7.
- Bãi biển Coolum, Queensland đã tổ chức Hội nghị Bộ trưởng Tài chính vào tháng 7 và tháng 8.
- Melbourne, Victoria đã tổ chức Hội nghị cấp cao Doanh nghiệp Nhỏ và Vừa vào cuối tháng 8.

## Tuần lễ các Nhà lãnh đạo APEC
Các địa điểm tổ chức bao gồm Nhà hát Opera Sydney, Trung tâm Hội nghị và Triển lãm Sydney tại Cảng Darling và Tòa nhà Chính phủ.
Một logo APEC Úc 2007 khổng lồ chiếu sáng được gắn vào Cầu Cảng Sydney, màn bắn pháo hoa diễn ra vào thứ bảy ngày 8 tháng 9 giữa Cầu Cảng Sydney và Nhà hát Opera Sydney. Những cặp vợ chồng các nhà lãnh đạo đã tham dự một sự kiện tại bãi biển Bondi, và động vật từ sở thú Taronga được vận chuyển đến căn cứ hải quân đảo Garden để tạo thành một vườn thú tư nhân.
Phương tiện truyền thông quốc tế đã đăng tải về một bài phát biểu giới thiệu thường nhật khác tại Hội nghị thượng đỉnh Kinh doanh APEC của Tổng thống Mỹ Bush do nhiều câu nói hớ. Ông vô tình gọi APEC là "OPEC", nhưng dường như đã sửa lại và biến nó thành một trò đùa; khi cảm ơn Lực lượng Quốc phòng Úc vì sự hợp tác, ông đã sử dụng cụm từ "quân đội Áo" (vì nước Úc trong tiếng Anh là Australia còn nước Áo là Austria); và cuối cùng ông cố gắng thoát khỏi sân khấu sai hướng.

### Phê bình và phản ứng công khai

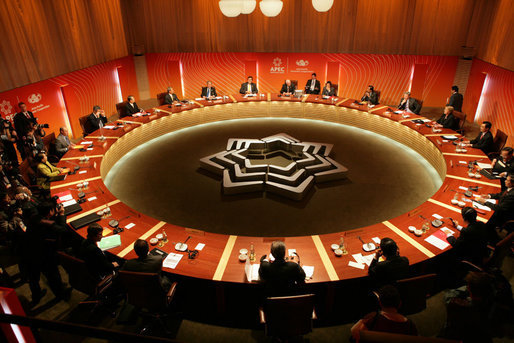
Hội nghị các Nhà lãnh đạo APEC

Hội nghị APEC đã bị chỉ trích một cách rộng rãi vì có các thỏa thuận an ninh nghiêm trọng, dẫn đến việc đóng cửa các con đường mà không có cảnh báo đầy đủ khi đoàn xe di chuyển đi khắp thành phố. Một số người dân Sydney cũng lo ngại những gián đoạn tương tự theo kinh nghiệm của họ trong chuyến thăm của Phó Tổng thống Mỹ Dick Cheney gây ra sự gián đoạn giao thông lớn, bao gồm cả việc đóng cửa Cầu Cảng Sydney.
Các nhóm tự do dân sự và chính trị cũng quan ngại về những thay đổi trong luật New South Wales được ban hành cho cuộc họp APEC, cho phép lực lượng cảnh sát New South Wales quyền hạn mới, bao gồm đình chỉ chức năng bình thường của quyền habeas corpus, tự do di chuyển, danh sách đen cấm người bị loại trừ. và các quyền tự do dân sự khác. Cảnh sát và lực lượng an ninh cũng dựng lên một vành đai an ninh xung quanh phần lớn nội thành Sydney. Một điểm khác của sự chỉ trích là chi phí bảo mật cho sự kiện với số liệu ngân sách chính thức ở mức 169 triệu đô la Úc. Cảnh sát trưởng New South Wales là David Campbell biện minh cho sự hiện diện an ninh mạnh mẽ và cắt giảm các quyền tự do dân sự vì sợ "biểu tình bạo lực" từ Mutiny Collective và các nhóm phản đối khác.
Cũng có những lời chỉ trích về phản ứng nặng tay bị cáo buộc đối với một số sự cố của cảnh sát. Trong trường hợp ví dụ, một nhân viên kế toán 52 tuổi băng qua con đường trước đoàn xe quan chức trong lúc đang trên đường đi ăn trưa với con trai của ông ta đã bị bắt và giam giữ trong 22 giờ.
Chính phủ Philippines tìm cách làm rõ về một thông cáo báo chí APEC mô tả trang phục truyền thống Philippines dành cho nam giới là barong Tagalog giống như "áo nông dân".
Một năm sau cuộc họp APEC, The Sydney Morning Herald giành được quyền truy cập thông qua Tự do về Thông tin vào danh sách đen những người bị loại trừ. Điều này cho thấy 61 người trong danh sách, hơn gấp đôi 29 người mà cảnh sát đã chỉ ra trong APEC. Danh sách bao gồm các nhà hoạt động sinh viên, 12 thành viên Mutiny Collective và 13 nhà hoạt động hòa bình xanh.

## Hành động trong APEC

### Thử nghiệm đầu tiên
Bộ trưởng Giao thông vận tải New South Wales John Watkins cảnh báo Sydney rằng tình trạng giao thông trong thành phố sẽ tồi tệ hơn trong APEC, giao thông sẽ được tổ chức do các nhà lãnh đạo đến và đoàn xe di chuyển khắp khu vực trung tâm thành phố. Xe buýt bị dừng lại vì các biện pháp an ninh trên Cầu Cảng Sydney, hành khách đi bộ vì giao thông tê liệt trong giờ cao điểm sáng thứ Tư.

### Biến cố Chaser
Vào ngày 6 tháng 9 năm 2007, 11 diễn viên và ê kíp của loạt hài kịch châm biếm truyền hình Úc là The Chaser's War on Everything bao gồm nhà sản xuất điều hành Julian Morrow và Chas Licciardello, đã bị cảnh sát bên ngoài khách sạn InterContinental bắt giữ sau khi lái đoàn xe giả qua quận thương mại trung tâm Sydney và vi phạm vùng an ninh APEC.
Nhóm vi phạm khu vực an ninh bằng cách giả mạo đoàn xe của đoàn đại biểu Canada đến APEC. Cảnh sát chỉ nhận ra rằng đoàn xe là một trò lừa bịp khi Chas Licciardello ăn mặc như Osama bin Laden, bước ra khỏi một chiếc xe trông rất chính thức với một lá cờ Canada bay từ nắp ca-pô, bên ngoài khách sạn, nơi Tổng thống Mỹ George W. Bush đang ở. Sau đó, họ bị giam giữ tại đồn cảnh sát Surry Hills để chất vấn và bị buộc tội "vào khu vực hạn chế mà không biện minh" theo Hội nghị APEC (Những Quyền hạn Cảnh sát) năm 2007.
Licciardello, Morrow và chín thành viên khác của đội ngũ sản xuất đã được tại ngoại, để xuất hiện tại tòa vào ngày 4 tháng 10 năm 2007. Vụ việc đã dẫn đến những lời chỉ trích về an ninh của sự kiện và sự an toàn của các khu vực bị hạn chế APEC.  Vào ngày 28 tháng 4 năm 2008, cáo buộc chống lại tất cả mười một thành viên đã bị Viện trưởng Viên Công tố New South Wales (DPP) bỏ qua vì cảnh sát đã cho phép "không nói ra" nhóm vào khu vực hạn chế do không xác định được giả mạo huy hiệu bảo mật.
Ngày hôm sau, nhiều thành viên của đội The Chaser (ngoại trừ Morrow và Licciardello được cảnh sát yêu cầu tránh xa khu vực an ninh APEC) đã tiến hành một pha nguy hiểm hơn, lần này mặc quần áo như một chiếc limousine màu đen được làm từ bìa cứng. Cảnh sát định giam giữ và thẩm vấn họ nhưng vì họ ở ngoài khu vực loại trừ nên không có vụ bắt giữ nào được thực hiện.

### Biểu tình vào thứ bảy ngày 8
Thứ Bảy ngày 8 tháng 9 năm 2007 đã chứng kiến cuộc biểu tình phản đối APEC lớn nhất được tổ chức. Số người tham dự được ước tính là 3.000 người bởi cảnh sát, 5.000 người bởi các phương tiện truyền thông, và 10.000 người bởi những người tổ chức sự kiện. Trong khi cảnh sát dự kiến đám đông tăng lên 20.000 người, mưa lớn làm giảm số người tham dự. Cuộc biểu tình phần lớn là hòa bình, bao gồm chủ yếu là sinh viên, và các bậc cha mẹ. Có một vụ bạo lực đã được báo cáo, với 17 người biểu tình bị bắt giữ. Hai nhân viên cảnh sát bị thương gồm một sĩ quan bị tấn công vào trán bởi phi tiêu và một sĩ quan khác bị tấn công bằng một thanh sắt. Một chiếc xe tải chống bạo loạn trang bị vòi phun nước được gọi tới nhưng nó không được sử dụng.

### Cuộc điều tra Loại bỏ Thẻ Tên Cảnh sát
Một cuộc điều tra về việc loại bỏ các thẻ tên của hàng chục nhân viên cảnh sát tại cuộc biểu tình thứ Bảy ngày 8 đã được đưa ra bởi Bộ chỉ huy Tiêu chuẩn Chuyên nghiệp Cảnh sát New South Wales sau các lời phàn nàn công khai. Thành viên Nhân quyền Dale Mills đã chụp hơn 200 bức ảnh của các viên chức với các huy hiệu tên đã bị bỏ đi. Những bức ảnh chụp trong cuộc biểu tình cho thấy các nhân viên cảnh sát mặc đồng phục không có huy hiệu. Một video được thực hiện trong cuộc biểu tình có một cảnh sát nói rằng các huy hiệu đã bị xóa "Đó là một trong những chính sách mà các sếp có trong tuần này". Các nhà chức trách phủ nhận rằng mục đích của chính sách này là che giấu danh tính của nhân viên. Thay vào đó, họ tuyên bố rằng các thẻ nhận diện có đinh ghim phía sau cho thấy một nguy cơ đối với nhân viên cảnh sát và trong tương lai, cảnh sát được giao nhiệm vụ chống biểu tình sẽ đeo thẻ nhận dạng bằng vải. Người biểu tình đã tranh cãi phiên bản này, nói rằng các nhân viên cảnh sát tại cuộc biểu tình đã đeo thẻ velcro.
Vào thứ Ba ngày 18 tháng 9, cuộc điều tra đã xóa tất cả các nhân viên làm sai trái như các thẻ tên 'bị xâm phạm an toàn' của các nhân viên.

## Phán quyết

### Biến đổi khí hậu
"Tuyên bố Sydney về Biến đổi Khí hậu" đã được ký kết vào ngày 8 tháng 9 năm 2007 bởi các nhà lãnh đạo có mặt tại APEC. Nó cho thấy mong muốn của các bên trong việc hướng tới các mục tiêu "khát khao" không ràng buộc về hiệu quả năng lượng trên mỗi đơn vị GDP.